# Sainouron mikroteron
Sainouron mikroteron ist ein heterotropher Flagellat aus der Gruppe der Rhizaria. Es war bis zur Erstbeschreibung von Sainouron acronematica 2008 die einzige Art der Gattung Sainouron.

## Merkmale
Der Zellkörper hat eine fixe, ovale oder bohnenförmige Form, das Vorderende ist meist abgerundet, das Hinterende eher schmäler. Die Zelle bewegt sich mit charakteristischen Vibrationen über das Substrat. Sie kann aber auch frei schwimmen und vollführt dann sinusförmige Bewegungen. Die vordere Geißel ist meist nicht sichtbar, die hintere Geißel wird nachgeschleppt und haftet nicht dem Körper an. Gelegentlich kommen amöboide Formen vor. Die Zellgröße beträgt meist drei bis fünf Mikrometer, in Kultur auch zehn bis 14 Mikrometer. Zysten werden gebildet und sind kugelig mit einem Durchmesser von sechs bis acht Mikrometer.

## Belege
- Alexander P. Mylnikov, Serguei A. Karpov: Review of diversity and taxonomy of cercomonads. Protistology, Band 3, 2004, S. 201–217. ISSN 1680-0826